# Qualitätssiegel Nachhaltiger Wohnungsbau
Das Qualitätssiegel Nachhaltiger Wohnungsbau (NaWoh) wurde in den Jahren 2009–2012 von der Arbeitsgruppe Nachhaltiger Wohnungsbau des runden Tisches „Nachhaltiges Bauen“ des damaligen Bundesministeriums für Verkehr, Bau und Stadtentwicklung (BMVBS) entwickelt. Es wird für neue Wohngebäude vergeben, die den Kriterien des Bewertungssystems NaWoh entsprechen und die sich einer unabhängigen Prüfung unterzogen haben. Es erlaubt die Beschreibung und Bewertung der Qualität und Nachhaltigkeit neu zu errichtender Wohngebäude auf freiwilliger Basis.
Es werden ähnliche Kriterien wie in den Systemen BNB oder DGNB genutzt, jedoch speziell auf wohnungswirtschaftliche Rahmenbedingungen bezogen. Das NaWoh-Siegel ist kein reines Green-Label, sondern steht für ein ausgewogenes Verhältnis der Säulen der Nachhaltigkeit. Wichtige Eckpfeiler sind dabei ressourcenschonender und energieeffizienter Neubau sowie eine hohe Bau- und Wohnqualität im Rahmen wirtschaftlicher Rentabilität. Es werden keine Differenzierungen (Gold, Silber, Bronze) vorgenommen.

## Entwicklung
Die Entwicklung des Bewertungssystems Nachhaltiger Wohnungsbau erfolgte in der vom ehemaligen BMVBS eingerichteten Arbeitsgruppe Nachhaltiger Wohnungsbau unter aktiver Mitwirkung der Wohnungsverbände und Unternehmen der Wohnungswirtschaft sowie weiterer Institutionen. Die wissenschaftliche Begleitung lag beim Lehrstuhl Ökonomie und Ökologie des Wohnungsbaus im Karlsruher Institut für Technologie (KIT), vertreten durch Thomas Lützkendorf. Die Rahmenbedingungen und Interessen der Wohnungswirtschaft wurden in besonderer Weise berücksichtigt.
Mit diesem System können seit 2012 neu zu errichtende Mehrfamilienhäuser beschrieben und bewertet werden. Innerhalb der verschiedenen auf dem Markt befindlichen Nachhaltigkeitsbewertungssystemen für Wohngebäude spezialisiert sich dieses System insbesondere auf die Handlungsmöglichkeiten von Wohnungsunternehmen als Bestandshalter.
Die Siegelvergabe (die Zertifizierung) erfolgt durch den Trägerverein Verein zur Förderung der Nachhaltigkeit im Wohnungsbau (NaWoh) auf Basis einer Zertifizierungsordnung.
Das NaWoh Zertifizierungssystem wurde vom BMUB geprüft und anerkannt. NaWoh wird somit für die Planungs- und Baupraxis empfohlen und ist als anerkanntes System im Internetportal des Bundes gelistet.

## Bewertungskriterien
Die Bewertung erfolgt anhand von Steckbriefen. Diese sind zur einfachen Anwendung auf der Seite des Vereins "NaWoh" öffentlich und kostenfrei zugänglich. Die Bewertung der Immobilie erfolgt anhand folgender Themengebiete:
- Wohnqualität
- Technische Qualität
- Ökologische Qualität
- Ökonomische Qualität
- Prozessqualität[3]

Ein Gebäude kann nicht isoliert bewertet werden. Darum werden auch die Rahmenbedingungen Marktsituation, Unternehmensstrategie, Umweltbedingungen und Standortfaktoren berücksichtigt. Diese Kriterien fließen jedoch nicht in die Bewertung mit ein.

## Vergebene Siegel
Seit Gründung des Vereins zur Förderung der Nachhaltigkeit im Wohnungsbau im Jahr 2012 bis 2019 wurden bereits 32 NaWoh-Zertifikate verliehen. Es liegen 24 weitere Anträge vor (Stand: 07/2019).

## Förderung
- IFB Hamburg: Für die Erfüllung des IFB-definierten NaWoh-Anforderungsprofils wird ein einmaliger Zuschuss von 10 EUR pro Quadratmeter Wohnfläche gezahlt. Es ist vom Antragsteller die durchgehende Begleitung von Planungs- und Bauprozess durch einen dem Bewertungssystem immanenten Sachverständigen zu bestätigen. Dieser ist der IFB Hamburg gegenüber zu benennen.[5]

- KfW Förderung "Energieeffizient Bauen und Sanieren – Zuschuss Baubegleitung (431)": Gefördert wird die energetische Fachplanung und Baubegleitung, wahlweise mit einer Nachhaltigkeitszertifizierung, bei dem Neubau oder der Sanierung zu einem KfW-Effizienzhaus. Die Förderung erfolgt durch einen Zuschuss, der nach Abschluss des Vorhabens auf Ihr Konto gezahlt wird. Die Höhe beträgt:
  - 50 % der förderfähigen Kosten
  - maximal 4.000 Euro pro Vorhaben[6]

## Gemeinsamkeiten und Unterschiede zu anderen Nachhaltigkeitsbewertungssystemen
Alle deutschen Nachhaltigkeitssysteme arbeiten mit nachfolgenden ähnlichen Kriteriengruppen:
- Ökologische Qualität
- Ökonomische Qualität
- Soziokulturelle und funktionale Qualität
- Technische Qualität
- Prozessqualität

und ergänzen diesen informativ mit Standortmerkmalen.
Bei NaWoh wird die „soziokulturelle“ und „funktionale“ Qualität als Wohnqualität spezifiziert. Im Unterschied zu anderen Systemen werden bei NaWoh zwei Arten von Kriterien unterschieden.
Sogenannte bewertende Kriterien:
Es werden Bewertungsmaßstäbe definiert und in die Erfüllung von Mindestanforderungen ist nachzuweisen. Bei einigen Kriterien ist die Darstellung einer Übererfüllung möglich, um besonders hohe Qualitäten sichtbar zu machen.
Sogenannte beschreibende Kriterien:
Entsprechend einer Checkliste und unter Beachtung von Dokumentationspflichten werden bauliche oder organisatorische Vorgehensweisen erläutert. Geprüft werden Art und Umfang der Beschreibung.
Darüber hinaus entziehen sich jedoch etliche Entscheidungskriterien von Bestandshaltern jeglicher Bewertung über Benchmarks oder Checklisten. Deshalb wurden die Kriterien im Bewertungssystem eingebettet in eine ausführliche Beschreibung der Konzepte und Strategien zu wohnungswirtschaftlichen Zielen sowie eine Standortbeschreibung mit Entwicklungsprognose zum Standort.
Ein weiterer Unterschied zu anderen Systemen besteht darin, dass auf eine Differenzierung des Siegels nach Qualitätsstufen – z. B. in Platin, Gold, Silber und Bronze – bewusst verzichtet wird. Bei Erfüllung der Kriterien wird das Siegel erreicht. Höhere Qualitäten können in einem Stärkenprofil sichtbar gemacht werden. Dies war der AG Nachhaltiger Wohnungsbau wichtig, weil das Siegel auch für den Wohnungsbau für breite Schichten der Bevölkerung angewandt werden soll, ohne dass Stigmatisierungen erfolgen ("nur Bronze"). Die Erfahrung zeigt auch, dass bei gegliederten Systemen vorrangig Gold und Silber beantragt werden, was den Umfang der interessierten Anwender einschränkt.